# El Escorial
|  | Per a altres significats, vegeu «Escorial». |

L'Escorial també en castellà i oficialment El Escorial, conegut en el segle xvi com El Escurial, és un municipi de la Comunitat de Madrid. Està situat en la zona nord-oest de la Comunitat de Madrid, 43 km al nord-oest de la vila de Madrid. Limita al nord amb el municipi de San Lorenzo de El Escorial, on hi ha el Monestir d'El Escorial; a l'oest amb San Lorenzo de El Escorial i Zarzalejo; al sud amb Robledo de Chavela i Navalagamella; i a l'oest amb Valdemorillo, Colmenarejo i Galapagar. Històricament està vinculat a San Lorenzo de El Escorial.

## Demografia
| 1996  | 1998  | 1999   | 2000   | 2001   | 2002   | 2003   | 2004   | 2005   | 2006   | 2007   |
| ----- | ----- | ------ | ------ | ------ | ------ | ------ | ------ | ------ | ------ | ------ |
| 8.554 | 9.444 | 10.053 | 10.549 | 11.209 | 11.912 | 12.669 | 12.975 | 13.768 | 14.113 | 14.492 |